# Eddy Patterson
Eddy Patterson Betancourt (25 gennaio 1972) è un ex schermidore cubano, specializzato nel fioretto. Ha vinto una medaglia di bronzo ai Campionati mondiali di scherma.